# 高山市立第三中学校
高山市立第三中学校（たかやましりつ だいさんちゅうがっこう）は、岐阜県高山市に存在した公立中学校。

## 概要
- 校区は現在の西小学校及び北小学校の校区に該当する。
- 校地及び校舎は旧・高山工業学校の校舎を転用していた。この校地と校舎（1929年建築）は、元々は大名田第二尋常小学校（1944年、高山工業高校の前身の岐阜県立高山航空工業学校の設置のため、校地校舎を移管（譲渡）し廃校。）のものである。
- 跡地は高山市の総合福祉センターとなっている。

## 沿革
- 1947年（昭和22年）4月 - 高山市立第三中学校として開校。本校は西小学校の校舎の一部を使用。分校を高山工業学校校舎、及び北小学校に併設。
- 1948年（昭和23年）4月 - 旧・高山工業学校校舎に本校を移転[注釈 2]。北小学校の分校を廃止。
- 1960年（昭和35年）1月 - 第四中学校との統合問題が起きる。その後、1961年に統合が決定する。
- 1961年（昭和36年）4月 - 統合され、中山中学校の新設により廃校。中山中学校の統合校舎が無かったため、旧・第三中学校の校舎は中山中学校高山分校となる。
- 1964年（昭和39年）3月 - 中山中学校の校舎が完成し、中山中学校高山分校を廃止。